# Rotnacken-Topaskolibri
Der Rotnacken-Topaskolibri (Topaza pella) oder Topaskolibri ist eine Vogelart aus der Familie der Kolibris (Trochilidae). Die Art hat ein großes Verbreitungsgebiet in den südamerikanischen Ländern Brasilien, Suriname, Französisch-Guayana, Guyana und Venezuela. Der Bestand wird von der IUCN als „nicht gefährdet“ (Least Concern) eingeschätzt.

## Merkmale
Der männliche Rotnacken-Topaskolibri erreicht eine Körperlänge von etwa 19 bis 19,5 cm, während das Weibchen nur ca. 13 bis 13,5 cm groß wird. Der dicke, relativ kurze, gebogene Schnabel wird ca. 25 mm lang. Sowohl Männchen als auch Weibchen wiegen ca. 10 Gramm. Beide Geschlechter ähneln dem Flammenkolibri (Topaza pyra). Nur die rotbraunen äußeren Steuerfedern und die weißen Büschel an den Beinen unterscheiden sich farblich vom Flammenkolibri. Der Schwanz des Männchens ist besonders auffällig und prächtig und kann bis zu 6,5 cm lang werden. Die Haube um den Kopf ist schwarzlila. Die Kehle schimmert grün und wird in der Mitte zu einem goldenen Flecken mit einer schwarzlila-farbenen Einfassung. Der Rest des Körpers ist überwiegend dunkelweinrot und glänzt auffallend an Brust und Bauch. Der Untersteiß (Crissum) ist goldgrün. Die Flügel sind braun und werden im unteren Bereich kastanienbraun. Die Füße beider Geschlechter sind gelbbraun. Das Weibchen entbehrt den auffälligen Schwanz des Männchens. Das Oberteil ist schimmernd grün. Die schwarzen Flügel werden im unteren Bereich kastanienbraun. Die relativ große Kehle ist von einem kupferfarbenen Flecken bedeckt. Der Rest der Unterseite glitzert grün. Der Schwanz ist gefächert, hat aber keine verlängerten Außenfedern wie beim Männchen.

## Habitat
Meist sieht man den Rotnacken-Topaskolibri nahe Schwarzwasserflüssen. Dort bewegt er sich relativ bodennah, auch wenn er zur Futtersuche hin und wieder den Kronenbereich der Bäume aufsucht. So sitzt er gerne auf Baumstümpfen, die aus dem Wasser herausragen, oder an Überhängen in Wassernähe.

## Verhalten
Vorzugsweise ernährt sich der Rotnacken-Topaskolibri von Insekten. Man sieht ihn selten bei der für Kolibris typischen Nektarsuche an Blumen. Zur Jagd stürzt er entweder vom Ast auf die Beute, fängt die Insekten schwebend über Wasser oder raubt ganz einfach Spinnweben aus.

## Unterarten
Bisher sind drei Unterarten des Rotnacken-Topaskolibris bekannt.
- Topaza pella pella (Linnaeus, 1758)[3]
- Topaza pella microrhyncha Butler, AL, 1926[4]
- Topaza pella smaragdulus (Bosc, 1792)[5]

Die Unterart Topaza pella pampreta Oberholser, 1902 wird normalerweise als Synonym für den Flammenkolibri (Topaza pyra) betrachtet. Überlegungen, den Rotnacken-Topaskolibri und den Flammenkolibri in einer Spezies zusammenzufassen, werden vom South American Classification Committee bisher abgelehnt.

## Verbreitung

Verbreitung des Rotnacken-Topaskolibris

Im Nordosten des Bundesstaates Pará im östlichen Teil des Rio Tocantins sowie auf der Ilha de Marajó findet man die Unterart T. p. microrhyncha. Im Süden Venezuelas, im Osten des Bundesstaates Bolívar über Guinea bis Amapá im Norden Brasiliens kommt die Subspezies T. p. pella vor. Das Vorkommen von T. p. smaragdulus erstreckt sich von Brasilien bis nach Französisch-Guayana. Manche Autoren halten es für möglich, dass der Rotnacken-Topaskolibri auch in Kolumbien und Ecuador vorkommt. Allerdings überwiegt die Meinung, dass es sich dabei um Exemplare von Topaza pyra handelt. Von der strittigen Unterart T. p. pampreta wurden von Walter Goodfellow (1866–1953) und Claude Hamilton 1899 nur drei Exemplare am Suno, einem Zufluss des Río Napo in Ecuador, gesammelt. Neuere Untersuchungen weisen darauf hin, dass sie wahrscheinlich sogar in den Guyanas gesammelt wurden.

## Etymologie und Forschungsgeschichte

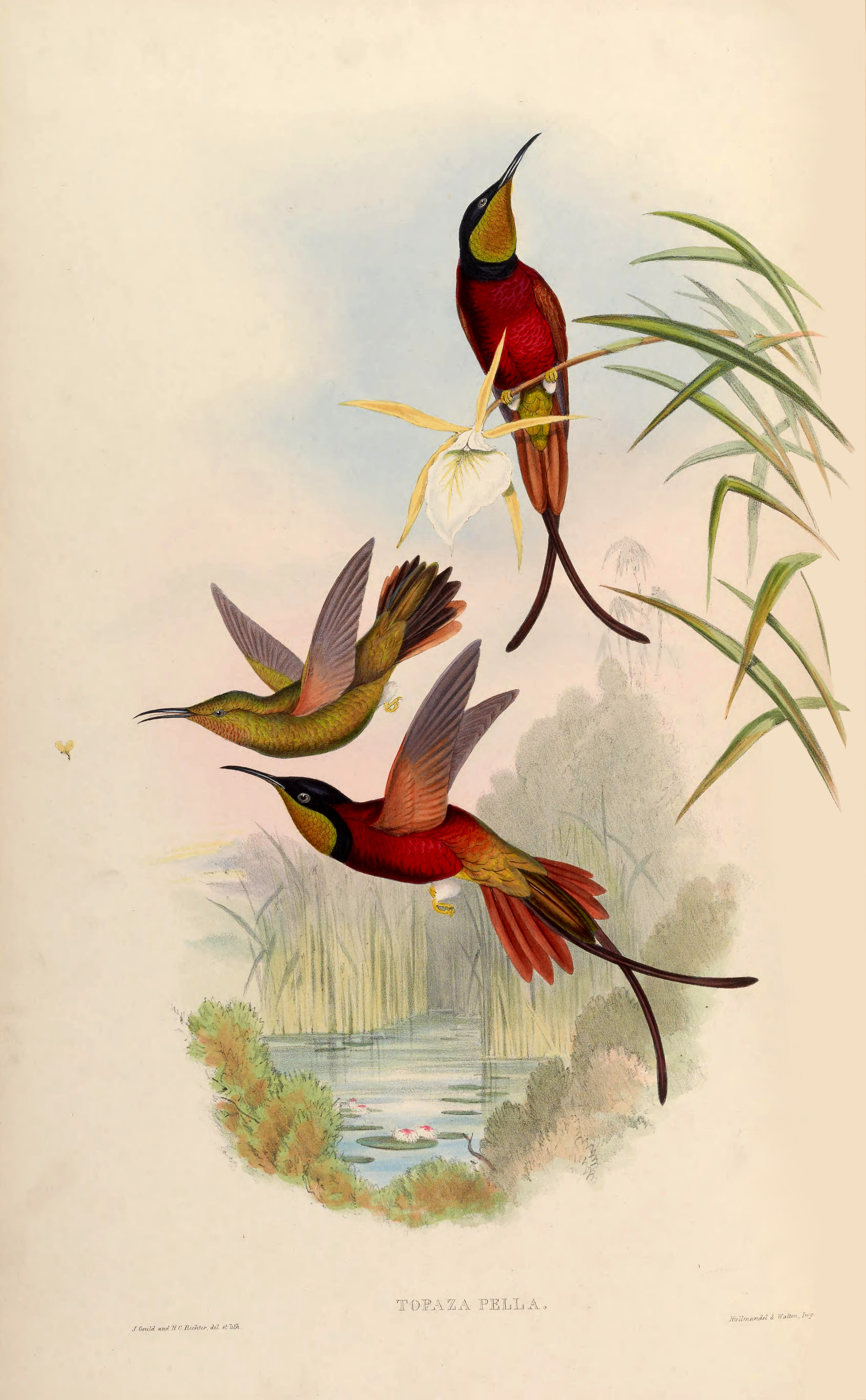
Topaza pella, gemalt von John Gould

Carl von Linné beschrieb den Rotnacken-Topaskolibri unter dem Namen Trochilus pella. Als Fundort nannte er Suriname. 1840 wurde die Art von George Robert Gray der neuen Gattung Topaza zugeordnet. Dieser Name ist lateinischen Ursprungs und leitet sich von topazus für „grün, Jaspis-grün“ ab. Das Artepitheton pella leitet sich vom lateinischen pellus für „dunkelfarben“ ab. Microrhyncha ist ein griechisches Wortgebilde aus  mikrón für „klein“ und ῥύγχος rhynchos für „Schnabel“. Smaragdulus ist auf das lateinische smaragdus für Smaragd zurückzuführen.